# Lemma di Fitting
In matematica, in particolare in algebra astratta, il lemma di Fitting, dal nome del matematico Hans Fitting, è un lemma che afferma che ogni endomorfismo di un modulo indecomponibile di lunghezza finita è un isomorfismo oppure è nilpotente nella categoria dei funtori compatti.
Questo lemma è usato ad esempio nella teoria delle rappresentazioni di gruppi, in quanto ogni rappresentazione dell'algebra {\displaystyle K[G]} è in particolare un modulo su {\displaystyle K[G]}.